# Камышенка (Астраханский район)
Камы́шенка (каз. Камышенка) — село в Астраханском районе Акмолинской области Казахстана. Входит в состав Первомайского сельского округа. Код КАТО — 113653400.

## География
Село расположено на левом берегу реки Ишим, в юго-восточной части района, на расстоянии примерно 39 километров (по прямой) к юго-востоку от административного центра района — села Астраханка, в 3 километрах к востоку от административного центра сельского округа — села Первомайка.
Абсолютная высота — 307 метров над уровнем моря.
Климат холодно-умеренный, с хорошей влажностью. Среднегодовая температура воздуха положительная и составляет около +4,2°С. Среднемесячная температура воздуха в июле достигает +20,6°С. Среднемесячная температура января составляет около -14,6°С. Среднегодовое количество осадков составляет около 380 мм. Основная часть осадков выпадает в период с июня по июль.
Ближайшие населённые пункты: село Первомайка — на западе, село Орнек — на севере, село Жамбыл — на востоке.
Южнее села расположено озеро Караколь. 

## История
Село Камышенка именовалось одиннадцатой точкой КарЛАГа. В 1936 году здесь были поселены спецпереселенцы-поляки с Украины.
В 1973 году в селе Камышенка открылась Камышенская средняя школа
В 1991 году началось строительство костёла. В 2006 году местному приходу была вручена икона Ченстоховской Богоматери.
До 2009 года село являлось административным центром и единственным населённым пунктом упразднённого Камышенского сельского округа.

## Население
В 1989 году население села составляло 1108 человек (из них поляки — 42 %, немцы — 21 %).
В 1999 году население села составляло 944 человека (465 мужчин и 479 женщин).
По данным переписи 2009 года в селе проживало 908 человек (462 мужчины и 446 женщин).
В 2021 году население села составляло 635 человек ( 309 мужчин и 326 женщин).
| Численность населения | Численность населения | Численность населения | Численность населения |
| 1989                  | 1999                  | 2009                  | 2021                  |
| --------------------- | --------------------- | --------------------- | --------------------- |
| 1108                  | ↘944                  | ↘908                  | ↘635                  |

## Улицы[10]
- переулок №1
- переулок №2
- ул. Мира
- ул. Советская
- ул. Тельмана
- ул. Целинная